# Store Korssjön
Store Korssjön är en sjö i Töreboda kommun i Västergötland och ingår i Göta älvs huvudavrinningsområde. Vid provfiske har abborre och mört fångats i sjön.